# Denis Savignat
Pour les articles homonymes, voir Savignat.
Denis Savignat est un acteur et acteur de doublage français, né le 3 mai 1937 à Vanves (Hauts-de-Seine) et mort le 5 octobre 1998 à Boulogne-Billancourt (Hauts-de-Seine).

## Biographie
David René Fernand Savignat naît le 3 mai 1937 à Vanves, dans le département de la Seine, actuellement dans les Hauts-de-Seine. Entre 1960 et 1966, il est pensionnaire de la Comédie-Française. Il a également doublé les acteurs américains Clint Eastwood et George Peppard dans certains de leurs films.
En 1959, il fait sa première apparition à la télévision, dans le téléfilm La Nuit de Tom Brown de Claude Barma.
En 1966, il joue, avec Michèle Mercier, dans son premier film Soleil noir de Denys de la Patellière. En 1975, il apparaît dans C'est bon pour la santé de Georges Glass.
Il prend part à de nombreux feuilletons et séries dramatiques, dont : L'Homme de Londres, Le Cardinal d'Espagne, Georges Bizet, La Rencontre, etc.
En 1985, le feuilleton Châteauvallon lui fait connaître la consécration aux côtés de Chantal Nobel et Jean Davy, un des premiers grands comédiens à faire du doublage.
Le 5 octobre 1998, il meurt d'un cancer à l'hôpital Ambroise-Paré de Boulogne-Billancourt, et est inhumé au cimetière ancien communal (division 1).

## Filmographie partielle

### Cinéma

#### Longs métrages
- 1966 : Soleil noir de Denys de la Patellière : Simon
- 1968 : Caroline chérie de Richard Pottier : Un aristocrate à Vincennes
- 1970 : Trop petit mon ami d'Eddy Matalon : l'inspecteur Jacobi (non mentionné)
- 1972 : Qui êtes-vous M. Renaudot ? de Claude Deflandre : Louis XIV
- 1975 : C'est bon pour la santé de Georges Glass : Alex Laroche
- 1982 : Guillaume le Conquérant  de Gilles Grangier et Sergiu Nicolaescu : Henri de France

### Télévision

#### Téléfilms
- 1959 : La Nuit de Tom Brown de Claude Barma : Ed
- 1979 : Pourquoi Patricia ? de Guy Jorré : Denis

#### Séries télévisées
- 1968 : L'Homme de l'ombre (épisode : Le Révolté)
- 1971 : Quentin Durward : le duc d'Orléans (feuilleton)
- 1975 : Les Mohicans de Paris : un témoin du duel (feuilleton ; 6 épisodes)
- 1977 : La Famille Cigale : Paul Ledanois (feuilleton ; 4 épisodes)
- 1977 : Un juge, un flic : Gérard Saintranges (épisode Le Crocodile empaillé)
- 1978 : Gaston Phébus (mini-série)
- 1985 : Châteauvallon : Armand Berg (feuilleton ; 26 épisodes)
- 1991 : Cas de divorce : le juge Martinaud (31 épisodes)

## Théâtre
Sauf mention contraire, les représentations sont jouées à la Comédie-Française.
- 1963 : La Mort de Pompée de Pierre Corneille, mise en scène Jean Marchat, Chorégies d'Orange
- 1963 : Bérénice de Jean Racine, mise en scène Paul-Émile Deiber : Rutile (17 fois, 1963-1964)
- 1964 : Cyrano de Bergerac d'Edmond Rostand, mise en scène Jacques Charon
- 1964 : Donogoo de Jules Romains, mise en scène Jean Meyer
- 1965 : Suréna de Pierre Corneille, mise en scène Maurice Escande
- 1965 : La Rabouilleuse d'Émile Fabre d'après Honoré de Balzac, mise en scène Paul-Émile Deiber
- 1966 : Le Songe d'une nuit d'été de Shakespeare, mise en scène Jacques Fabbri

## Doublage

### Cinéma
- Giuliano Gemma dans :
  - Hercule contre les Fils du soleil (1964) : le prince Maytha
  - Erik, le Viking (1965) : Erik

- George Peppard dans :
  - Le Témoin du troisième jour (1965) : Steve Mallory
  - Pendulum, la Nuit sans témoin (1969) : le capitaine Frank Matthews

- Clint Eastwood dans :
  - Quand les aigles attaquent (1969) : le lieutenant Morris Schaffer
  - De l'or pour les braves (1970) : Kelly

- 1962[Notes 1] : Jules César contre les pirates : Jules César (Gustavo Rojo)
- 1964 : Le Triomphe d'Hercule : Hercule (Dan Vadis)
- 1964 : Les Trois Sergents de Fort Madras : le sergent Frankie Ross (Richard Harrison)
- 1965 : Opération Tonnerre : le commandant François Derval (Paul Stassino)
- 1965 : Le Californien : Linc Murdock (Charles Bronson)
- 1965 : Les Prairies de l'honneur : un soldat nordiste (Edward Faulkner) (1er doublage)
- 1965 : Les Exploits d'Ali Baba : Yusef (Greg Morris)
- 1966 : Deux Minets pour Juliette ! : le colonel de la Police de l'Air (Buck Young)
- 1967 : Le Retour de Django : Jeff Tracy, le fils de Django (Gabriele Tinti)
- 1967 : L'Homme, l'Orgueil et la Vengeance : Pedro, un soldat (Tino Boriani)
- 1967 : La Folle Mission du Docteur Schaeffer : Dr Sydney Schaefer (James Coburn)
- 1967 : Custer, l'homme de l'Ouest : le major Marcus Reno (Ty Hardin)
- 1967 : La Malédiction des Whateley : Mike Kelton (Gig Young)
- 1968 : Candy : Dr A.B. Krankheit (James Coburn)
- 1968 : Le Gang de l'oiseau d'or : Peter Novak (Yul Brynner)
- 1968 : Les Quatre de l'Ave Maria : Cat Stevens (Terence Hill)
- 1969 : Trois pour un massacre : Dr Henry Prix (John Steiner)
- 1969 : Sam Whiskey le dur : O.W. Bandy (Clint Walker)
- 1969 : Les pistoleros de l'Ave Maria : Rafael Garcia (Peter Martell)
- 1969 : La Bataille de la Neretva : le photographe (Mirko Boman)
- 1969 : Enfants de salauds : Boudesh (Scott Miller)
- 1969 : L'Or de MacKenna : le narrateur
- 1970 : Soldat bleu : Lieutenant McNair (Bob Carraway)
- 1971 : Adios Sabata : Sabata / Indio Black (Yul Brynner)
- 1971 : Priez les morts, tuez les vivants : John Webb (Paolo Casella)
- 1971 : Les Charognards : Jim Loring (William Watson)
- 1971 : Femmes de médecins : la voix du speaker à la radio
- 1972 : Don Camillo et les Contestataires : La voix du Christ
- 1972 : La Horde des salopards : Colonel Pembroke (James Coburn)
- 1972 : L'Esprit de la mort : le 1er membre du club (Paul Bacon)
- 1973 : Les Invitations dangereuses : Clinton Green (James Coburn)
- 1973 : Les Dix Derniers Jours d'Hitler : le général Helmuth Weidling (Michael Goodliffe)
- 1974 : Haute Tension : Roland Parlay (Eric Braeden)
- 1975 : Doc Savage arrive : Capitaine Seas (Paul Wexler)
- 1976 : La Rose et la Flèche : Richard Cœur de Lion (Richard Harris)
- 1976 : Car Wash : l'officier de probation de Lonnie (Jason Bernard)
- 1977 : Le Message : Abu Sufyan ibn Harb (Michael Ansara)
- 1978 : Le Seigneur des anneaux : Elrond
- 1978 : F.I.S.T. : Frank Vasko (Brian Dennehy)
- 1978 : L'Invasion des profanateurs : Dr David Kibner (Leonard Nimoy)
- 1982 : Mad Max 2 : Pappagallo (Mike Preston (en))
- 1982 : Y a-t-il enfin un pilote dans l'avion ? : Edmond Kurtz (Chad Everett)
- 1985[Notes 2] : Taram et le Chaudron magique : Narrateur
- 1987 : Les Filous : Masters (Brad Sullivan)
- 1992 : The Player : Joel Levison (Brion James)
- 1994 : L'Histoire sans fin 3 : Retour à Fantasia : Grosse-Tête (Thomas Petruo)
- 1994 : Star Trek : Générations : Commandant James T. Kirk (William Shatner)
- 1994 : Richard au pays des livres magiques : Long John Silver[3]
- 1997 : Spawn : Cogliostro
- 1998 : Mulan : le général Li

### Télévision
- 1965-1966 : Les Sentinelles de l'air : Ralph
- 1967 : Le Prisonnier (épisode 1) : Numéro 2 (Guy Doleman)
- 1974 : 200 dollars plus les frais : Jim Rockford  (James Garner)
- 1978 : Pénélope, conte musical : le narrateur
- 1981-1982 : Ulysse 31 : Atlas, l'oracle, Triplos
- 1983-1985 : Les Minipouss : Professeur Chassard
- 1994-1996 : X-Files : Aux frontières du réel : Monsieur X (Steven Williams)
- 1994-1996 : Aladdin : Phasir, Minos
- 1996 : Central Park West : Adam Brock (Gerald McRaney)

### Jeux vidéo
- 1996 : Harvester : le shérif Dwayne, le maître de l'Ordre
- 1997 : Dungeon Keeper
- 1998 : The X-Files, le jeu : X